# Plomelin
Plomelin település Franciaországban, Finistère megyében. Lakosainak száma 4216 fő (2022. január 1.). Plomelin Combrit, Pluguffan és Quimper községekkel határos.

## Népesség
A település népességének változása:
| Lakosok száma | 1321 | 3041 | 3870 | 4065 | 4168 | 4202 | 4171 | 4191 | 4195 | 4216 |
|               | 1968 | 1982 | 1990 | 2006 | 2013 | 2015 | 2017 | 2019 | 2020 | 2022 |